# FC 사투른 모스크바 오블라스티
FC 사투른 모스크바 오블라스티(러시아어: Государственное учреждение Московской области Футбольный клуб "Сатурн" Московская область)는 러시아의 축구 클럽으로 1946년에 설립되었다. 모스크바주의 라멘스코예를 연고지로 삼고 있다. 이 때문에 FC 사투른 라멘스코예라고도 불린다.
팀의 리그 최고 성적은 2007시즌의 러시아 프리미어리그 5위이다.

## 선수 명단

### 현역
참고: FIFA 자격 규정에 따라 소속된 국가대표팀 국기를 표시합니다. 선수는 복수의 FIFA 비회원국 국적을 가지고 있을 수 있습니다.
| 번호 | 포지션 | 국적 | 이름 |
| ---- | ------ | ---- | ---- |

| 번호 | 포지션 | 국적 | 이름 |
| ---- | ------ | ---- | ---- |

## 역대 성적
- 러시아 1부 리그: 1

1998